# Mamadassa Sylla
Mamadassa Sylla (19 giugno 1993) è un lottatore francese, specializzato nella lotta greco-romana.

## Biografia
Ha rappresentato la Francia ai Giochi olimpici estivi di Parigi 2024, dove è stato eliminato ai quarti di finale del torneo dei 67 kg dall'armeno Slavik Galstyan, dopo aver superato il tunisino Souleymen Nasr agli ottavi.

## Palmarès
| Anno | Manifestazione    | Sede     | Evento | Risultato | Note |
| ---- | ----------------- | -------- | ------ | --------- | ---- |
| 2018 | Mondiali militari | Mosca    | -67 kg | Bronzo    |      |
| 2018 | Mondiali          | Budapest | -67 kg | 5º        |      |
| 2019 | Europei           | Bucarest | -67 kg | 13º       |      |
| 2019 | Mondiali militari | Wuhan    | -67 kg | 12º       |      |
| 2021 | Mondiali          | Oslo     | -67 kg | 17º       |      |
| 2022 | Mondiali          | Belgrado | -67 kg | 12º       |      |
| 2023 | Mondiali          | Belgrado | -67 kg | 9º        |      |
| 2024 | Europei           | Bucarest | -67 kg | 5º        |      |
| 2024 | Giochi olimpici   | Parigi   | -67 kg | 8º        |      |